# Josef Bárta
Josef Bárta (psán také Barrta, Bartha nebo Bartta) (~1744, Praha – 13. června 1787 Vídeň) byl český hudební skladatel.

## Život
V Praze se stal knězem. Do roku 1772 působil jako varhaník v chrámu sv. Salvátora u paulánů a v kostele sv. Michala u servitů. Později přesídlil do Vídně, kde měla ještě v témže roce premiéru jeho první opera La Diavolessa komponovaná na text Carla Goldoniho. Následující dvě opery byly psány na německý text ve formě singspielu pro vídeňský Burgtheater. Za pozornost stojí, že byly uvedeny o několik let dříve než Mozartův Únos ze serailu (1782), který je považován za zakladatele žánru.
Bártovy opery si získaly značnou oblibu a árie z nich byly často upravovány pro komorní orchestr.
Z jeho dalších skladeb jsou významné jeho symfonie. Řada z nich vznikla již za jeho pobytu v Praze. Většina jeho symfonií má klasickou formu třívěté italské symfonie (Allegro-Andante-Allegro), při čemž první a poslední věta je psána v sonátové formě. Symfonie v molových tóninách mívají pomalý úvod. Jeho pozdní díla nesou výrazné rysy tehdy módního uměleckého stylu Sturm und Drang.
Kromě operní a symfonické hudby zkomponoval velké množství hudby komorní, z níž stojí za pozornost zejména jeho smyčcové kvartety.

## Dílo

### Opery
- La diavolessa (Ďáblice, dramma giocoso ve 2 dějstvích, libreto Carlo Goldoni, premiéra 1772, Vídeň, Burgtheater)
- Da ist nicht gut zu rathen (V tom není dobré radit, singspiel ve 2 dějstvích, libreto Gottlieb Stephanie ml., premiéra 8. srpna 1778, Vídeň, Burgtheater)
- Der adeliche Taglöhner (Šlechtic nádeníkem, singspiel ve 3 dějstvích, libreto Joseph Weidmann nebo jeho bratr Paul podle G. von Nesselrodeho, premiéra 28. března 1780, Vídeň, Burgtheater)
- Il mercato di Malmantile (Trh v Malmantile, dramma giocoso ve 3 dějstvích, libreto Francesco Bussani podle Carla Goldoniho, premiéra 27. ledna 1784, Vídeň, Burgtheater)
- Die donnernde Legion (Hřmící legie, oratorium na text Paula Weidmanna, premiéra 1781, Vídeň)

### Instrumentální hudba
- 13 symfonií;
- 18 quartetti per archi (smyčcová kvarteta);
- 9 sonate per fortepiano/clavicembalo (sonáty pro klavír);
- Parthia ex in do magg, (pro dva hoboje, dva lesní rohy a dva fagoty).